# Проклятие (фильм, 1987)
«Проклятие» (англ. The Curse) — фильм режиссёра Дэвида Кита, выпущенный в 1987 году по рассказу «Цвет из иных миров» Говарда Лавкрафта. В советском нелегальном видеопрокате носил название «Проклятие метеорита».
В отличие от книги, акцент в картине сделан на поведение изменившихся жителей фермы, что делает ленту типичным зомби-фильмом.

## Сюжет
Теннеси, современность. Дела у набожного фермера Нейтана Крейна идут неважно, вдобавок между членами его семьи нет мира. Но к этим неурядицам добавляется падение метеорита, наполненного непонятной жидкостью. Местный предприниматель Чарли Дэвидсон пытается выгодно продать эту землю штату под строительство водохранилища, поэтому подговаривает своего партнёра доктора Алана Форбса обмануть недалёкого фермера, сказав что это лишь контейнер с отходами с самолёта.
В итоге Нейтан не обращает внимание на происходящее, а тем временем в его хозяйстве начинают происходить странные вещи: появляются растения-мутанты, животные начинают нападать на людей, а вода из нового колодца приобретает неприятный вкус. Затем сходит с ума жена Нейтана Френсис. Тогда Форбс всё-таки берёт пробу воды с фермы. Тем временем и у Крейнов, и их животных на теле возникают язвы, кишащие червями. Нейтан же начинает искать объяснение происходящего в библейских пророчествах.
Форбс выясняет, что в воде содержится неизвестное науке вещество, однако Дэвидсон по-прежнему пытается приобрести участок Крейнов, но становится жертвой потерявшей человеческий облик Френсис. Мутирует и сам хозяин, и его дети. Лишь Зак, сын Френсис, замечает, что в доме происходит что-то неладное. С помощью чиновника из департамента штата Карла Уиллиса подростку и его сестре удаётся бежать из разрушающегося дома. Уиллис пытается предупредить остальных жителей штата, однако его подвергают принудительной изоляции, тем временем земля на ферме Крейнов продолжает изменяться.

## Актёры
- Клод Экинс — Нейтан Крейн
- Кэтлин Джордон Грегори — Френсис Крейн, его жена
- Уил Уитон — Зак Крейн, сын Френсис
- Эми Уитон — Элис Крейн, дочь Френсис
- Мальколм Дэнар — Сайрас Крейн, сын Нейтана
- Стив Дэвис — Майк, работник на ферме
- Джон Шнайдер — Карл Уиллис, представитель администрации штата
- Купер Хукаби — доктор Алан Форбс
- Хоуп Норт — Эстер, подруга Форбса
- Стив Карлайл — Чарли Дэвидсон

## Продолжение
Сиквелы Проклятие 2: Укус (1989) и Проклятие 3: Кровавое жертвоприношение (1991), в отличие от первого фильма, вышли в формате Direct-to-video. Фильм Катакомбы (1988) вышел на VHS в 1993 году под названием «Curse IV: The Ultimate Sacrifice» (в переводе с англ. — «Проклятье 4: Последняя жертва»), несмотря на то, что не был связан с предыдущими частями.